# 千葉大学理学部・大学院理学研究院
千葉大学理学部（ちばだいがくりがくぶ、英称:Faculty of Science）は、千葉大学に設置される学部の一つである。千葉大学大学院理学研究院（ちばだいがくだいがくいんりがくけんきゅういん、英称:Graduate School of Science）は千葉大学大学院に設置される研究科以外の組織の一つである。

## 概要
千葉大学理学部は、千葉師範学校と千葉青年師範学校を前身とし、1949年の千葉大学発足時に学芸学部として設立された、千葉大学最古の歴史を持つ学部である。1950年に東京医科歯科大学予科を吸収して文理学部に改組され、文理学部自然科学が設立された。1968年に理学部に改組。自然科学の基礎である理学を扱っている。1998年には、高校2年修了後に大学に入学できる日本初の飛び入学制度である先進科学プログラムを導入した。

## 沿革
- 1949年 - 千葉師範学校と千葉青年師範学校を統合して千葉大学学芸学部を設立[1]。
- 1950年 - 東京医科歯科大学予科を吸収し、千葉大学学芸学部を文理学部と教育学部に改組[1]。
- 1968年 - 文理学部を理学部と人文学部に改組[1]。
- 1975年 - 大学院理学研究科を設置[5]。

## 学部
- 入学定員200名[6]
  - 数学・情報数理学科[6]
  - 物理学科[6]
  - 化学科[6]
  - 生物学科[6]
  - 地球科学科[6]

## 著名な出身者

### 研究
- 新井朝雄 - 物理学、北海道大学教授
- 大澤雅彦 - 生態学、元東京大学教授、元国際自然保護連合日本委員会会長
- 加藤晋平 - 考古学、元筑波大学教授
- 神﨑護　- 生態学、京都大学名誉教授、日本熱帯生態学会会長
- 笹川千尋 - 細菌学、東京大学名誉教授、元日本細菌学会理事長、紫綬褒章、武田医学賞
- 宍倉正展 - 地震学、産業技術総合研究所海溝型地震履歴研究グループ長
- 篠原雅尚 - 地震学、東京大学教授、防災科学技術研究所技術統括
- 高木秀雄 - 地質学、早稲田大学教授、元日本地質学会副会長
- 中静透 - 森林生態学、森林研究・整備機構理事長、元京都大学教授、みどりの学術賞
- 西田治文 - 植物学、中央大学教授、日本植物学会奨励賞
- 花里孝幸 - 生物学、信州大学教授
- 藤村修三 - 経営学、東京工業大学教授、日経BP BizTech図書賞
- 前園泰徳 - 環境学、元勝山市環境保全推進コーディネーター
- 町田泰則 - 分子生物学、名古屋大学名誉教授、元日本植物生理学会会長、日本植物学会賞学術賞
- 松田良一 - 発生生物学、東京大学名誉教授、国際生物学オリンピック議長
- 水藤寛 - 数学、東北大学教授、藤原洋数理科学賞
- 山野井慶徳 - 化学、東京大学准教授
- 吉田正人 - 生態学、筑波大学教授
- 吉村仁 - 生態学、静岡大学教授、日本生態学会Ecological Research論文賞

### その他
- 盛口満 - ライター、イラストレーター、沖縄大学准教授
- 森由民 - 動物園ライター、千葉市動物公園Zooアドバイザー
- 萩尾みどり - 女優、声優、タレント
- Reina - シンガーソングライター、タレント